# 13121 Tisza
13121 Tisza este un asteroid din centura principală de asteroizi.

## Descriere
13121 Tisza este un asteroid din centura principală de asteroizi. A fost descoperit pe 7 februarie 1994 la Observatorul La Silla de Eric Walter Elst. El prezintă o orbită caracterizată de o semiaxă mare de 2,33 ua, o excentricitate de 0,11 și o înclinație de 4,9° în raport cu ecliptica.